# Naprej zastava slave
Naprej zastava slave je slovenska narodna himna, ki je nastala leta 1860. Besedilo je napisal Simon Jenko, uglasbil pa jo je Davorin Jenko. V času Kraljevine Jugoslavije je poleg hrvaške himne Lijepa naša domovino ter srbske himne Bože pravde tvorila državno himno, med leti 1972 in 1990 pa je bila uradna himna SR Slovenije. Danes je tudi uradna himna Slovenske vojske in uradna himna predsednika Republike Slovenije.

## Besedilo
Naprej zastava slave,

na boj junaška kri

za blagor očetnjave

naj puška govori!

Z orožjem in desnico,

nesimo vragu grom,

zapisat v kri pravico,

ki terja jo naš dom.

Naprej zastava slave,

na boj junaška kri,

za blagor očetnjave

naj puška govori!
Draga mati je prosila,

roke okol vrata vila,

je plakala moja mila,

tu ostani ljubi moj!
Zbogom mati, ljuba zdrava,

mati mi je očetnjava,

ljuba moja čast in slava,

hajdmo, hoj, zanjo v boj!
Naprej zastava slave,

na boj junaška kri,

za blagor očetnjave

naj puška govori!
Naprej! Naprej!